# Ambloplisus ornatus
Ambloplisus ornatus là một loài tò vò trong họ Ichneumonidae.